# Hayate Take
Hayate Take (武 颯 Take Hayate?, Kanazawa-ku, Yokohama, Kanagawa, 17 de julio de 1995) es un futbolista japonés que juega en el Thespakusatsu Gunma, de la J2 League, segunda división de Japón.

## Trayectoria

### Clubes
| Club                         | País  | Año       |
| ---------------------------- | ----- | --------- |
| Fukushima United F. C.       | Japón | 2018-2019 |
| Kataller Toyama              | Japón | 2020      |
| Blaublitz Akita              | Japón | 2021-     |
| Thespakusatsu Gunma (cedido) | Japón | 2023-     |